# Caribena versicolor

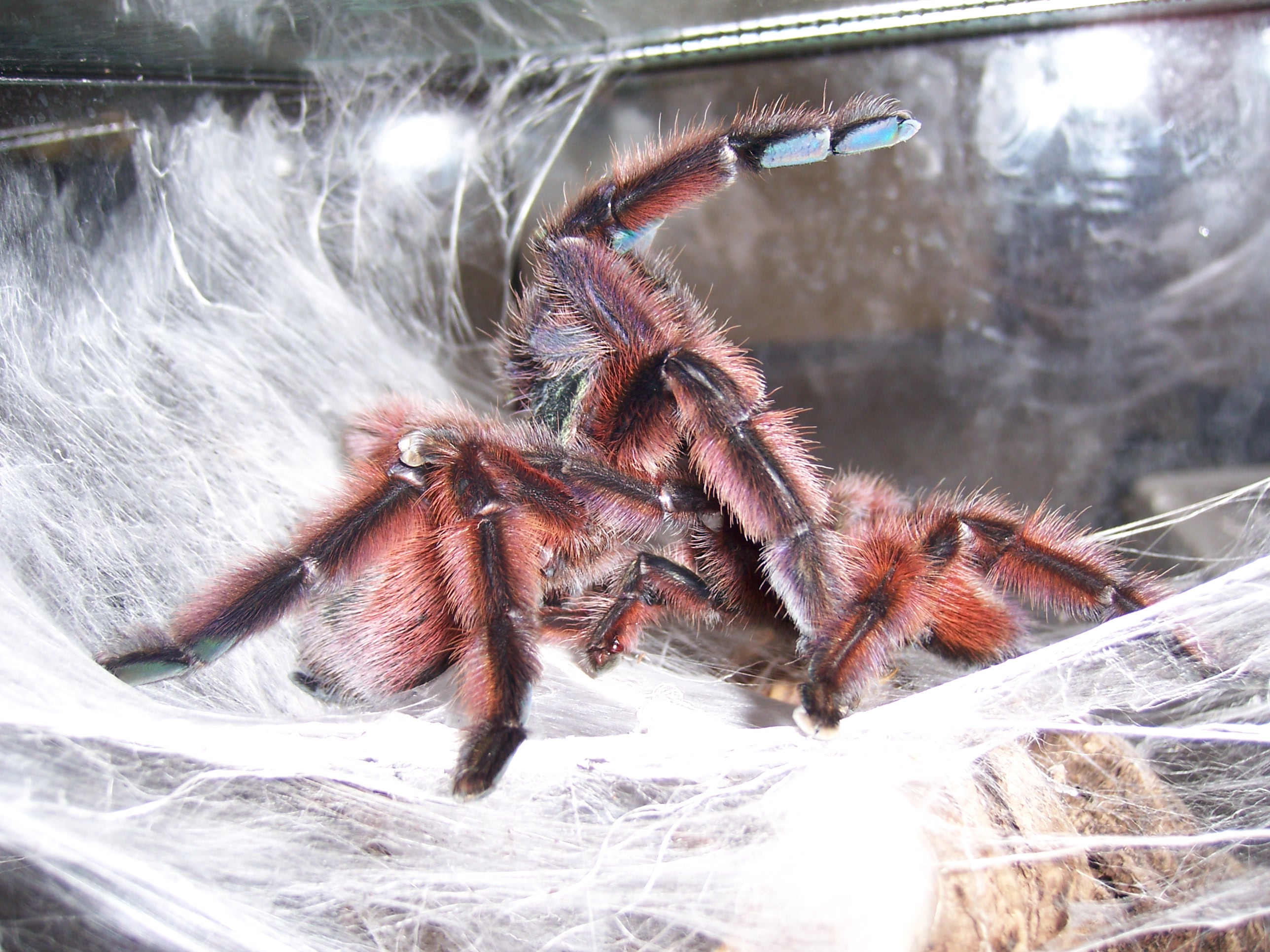
Caribena versicolor, Paarung

Caribena versicolor (Syn.: Avicularia versicolor), auch Martinique-Baumvogelspinne genannt, ist eine Spinnenart aus der Familie der Vogelspinnen (Theraphosidae). Die Art kommt in Guadeloupe und auf Martinique vor und wird deshalb im Deutschen manchmal auch „Martinique-Baumvogelspinne“ genannt. Sie wurde im Jahr 1837 durch Baron Charles Athanasie Walckenaer erstbeschrieben. Der Artname leitet sich von den verschiedenartig gefärbten Körperteilen ab. 

## Merkmale
Die Tiere haben eine schwarze Grundfärbung. Auf dem Opisthosoma und den Extremitäten besitzen sie eine violette bis rötliche Behaarung. Der Carapax ist dagegen schimmernd grün gefärbt. Die Farben kommen je nach Beleuchtung unterschiedlich stark zur Geltung. Die weiblichen Tiere werden 6 cm lang (von den Beißklauen bis zu den Spinnwarzen gemessen). Die Männchen bleiben kleiner. Die Nymphen sind anders gefärbt. Sie haben eine blaue Grundfärbung und das Opisthosoma hat eine wespenartige Zeichnung. Es läuft ein dunkler Streifen vertikal in Richtung Spinnwarzen. Von diesem Streifen entspringen auf jeder Seite weitere Streifen, die nach unten laufen und breiter werden. Ab dem 5. bis 6. Nymphenstadium beginnt die Umfärbung der Jungtiere. Mit jeder Häutung gleichen sie stärker dem erwachsenen Tier.

## Verhalten
Caribena versicolor ist eine baumbewohnende Vogelspinne. Sie lebt in einem Wohngespinst, das sie in einigen Metern Höhe in Astgabeln, Astlöchern, Blättern oder in Rindenfurchen anlegt. Bei Bedrohung versucht die Spinne zu flüchten oder sie streckt dem vermeintlichen Angreifer das mit Brennhaaren besetzte Opisthosoma entgegen oder beschießt den Angreifer mit Kot. Selten setzt sie sich mit ihren Beißklauen zur Wehr.
Die Nachzucht bei Tieren in Terrarienhaltung ist geglückt. Die Paarung verläuft in der Regel friedlich. Die Weibchen bauen bis zu acht Wochen später einen Kokon. Dieser beinhaltet im Schnitt ungefähr 80 bis 150 Eier. Bei jungen Weibchen sind es 50 bis 80 und bei älteren Weibchen sind es 200 bis 300 Eier. Die Jungtiere verlassen nach etwa acht Wochen den Kokon.

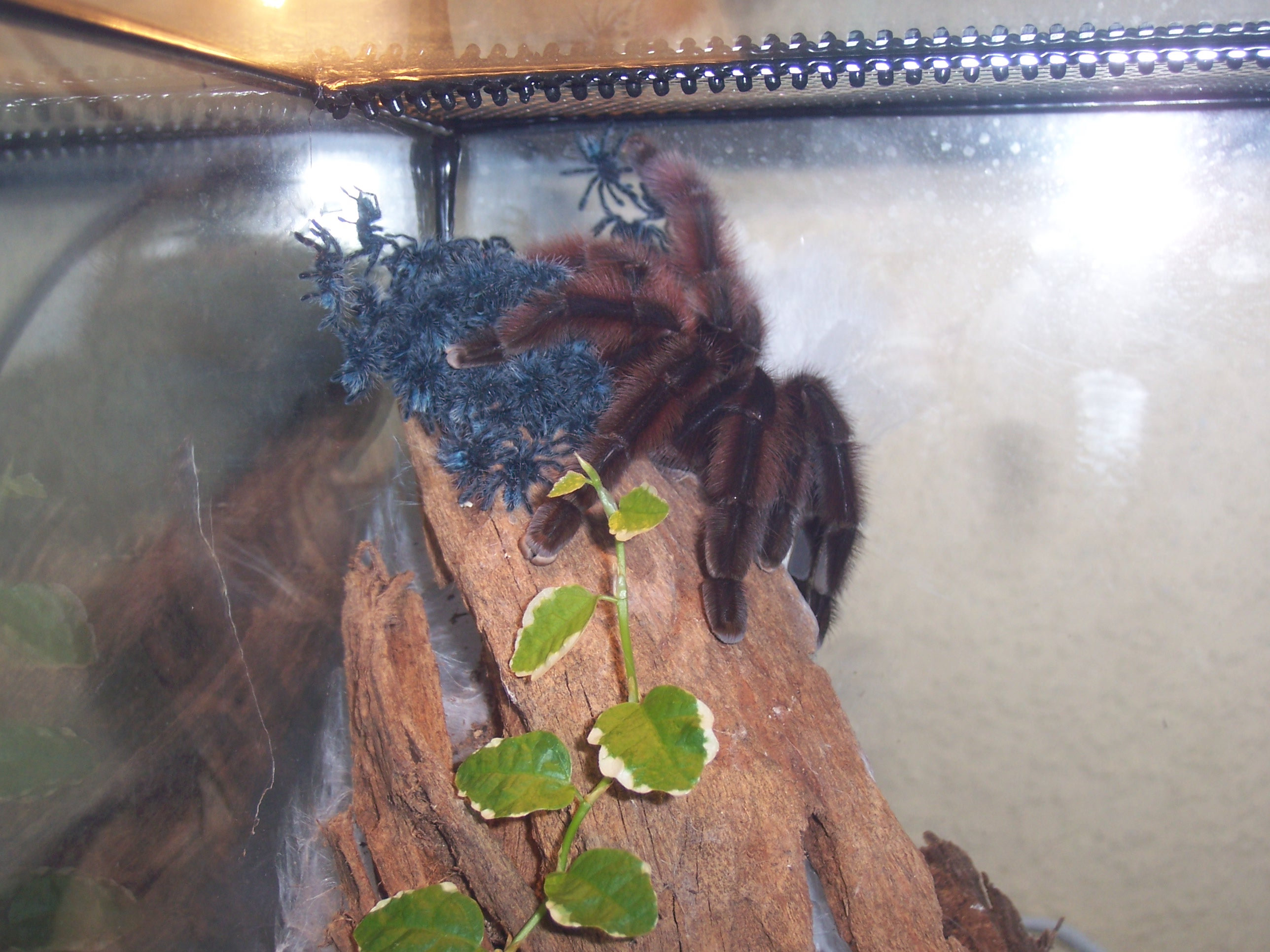
Caribena versicolor, Muttertier mit Nymphen
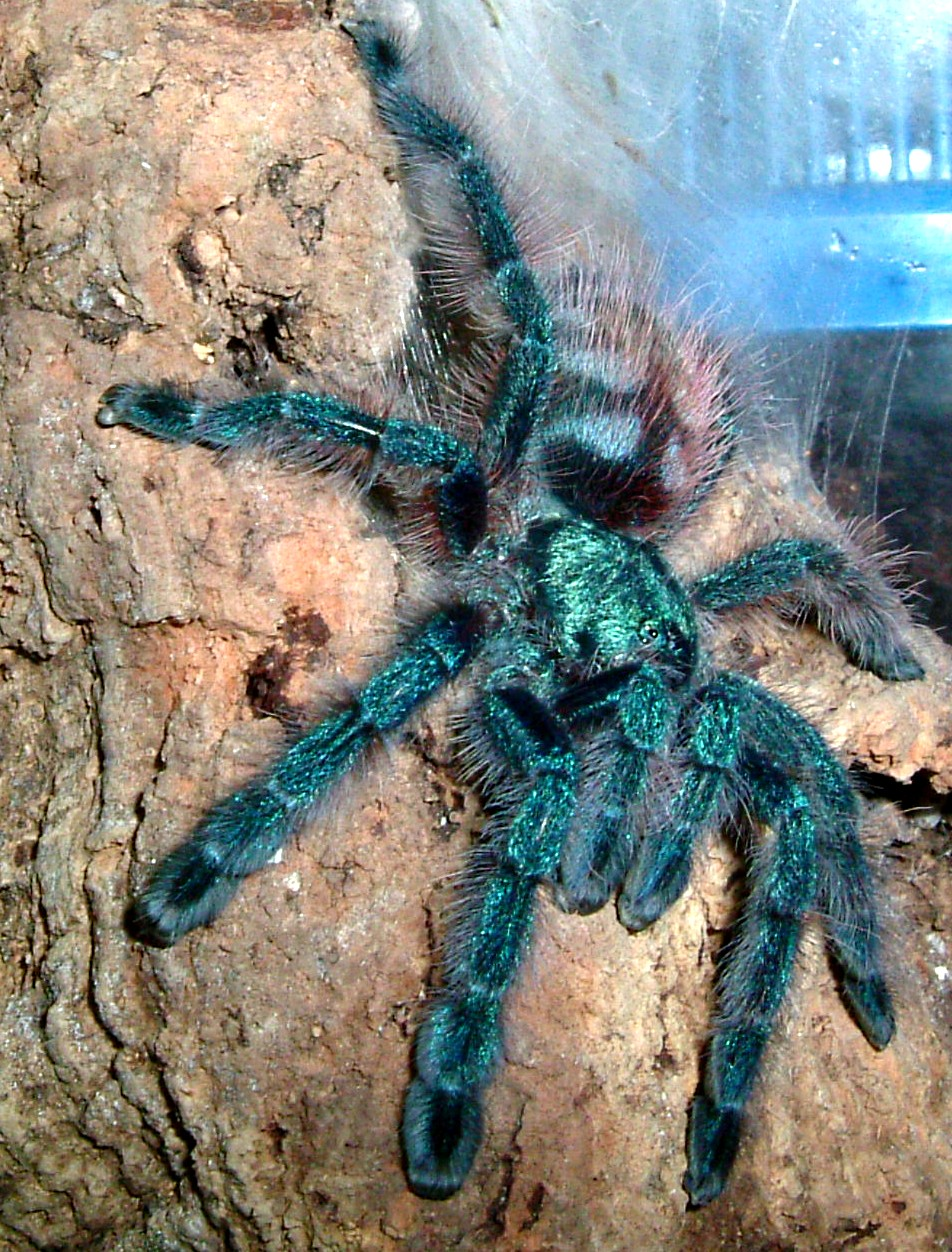
Caribena versicolor, jugendliches Tier im Übergang zur Erwachsenenfärbung (7. Fresshaut)
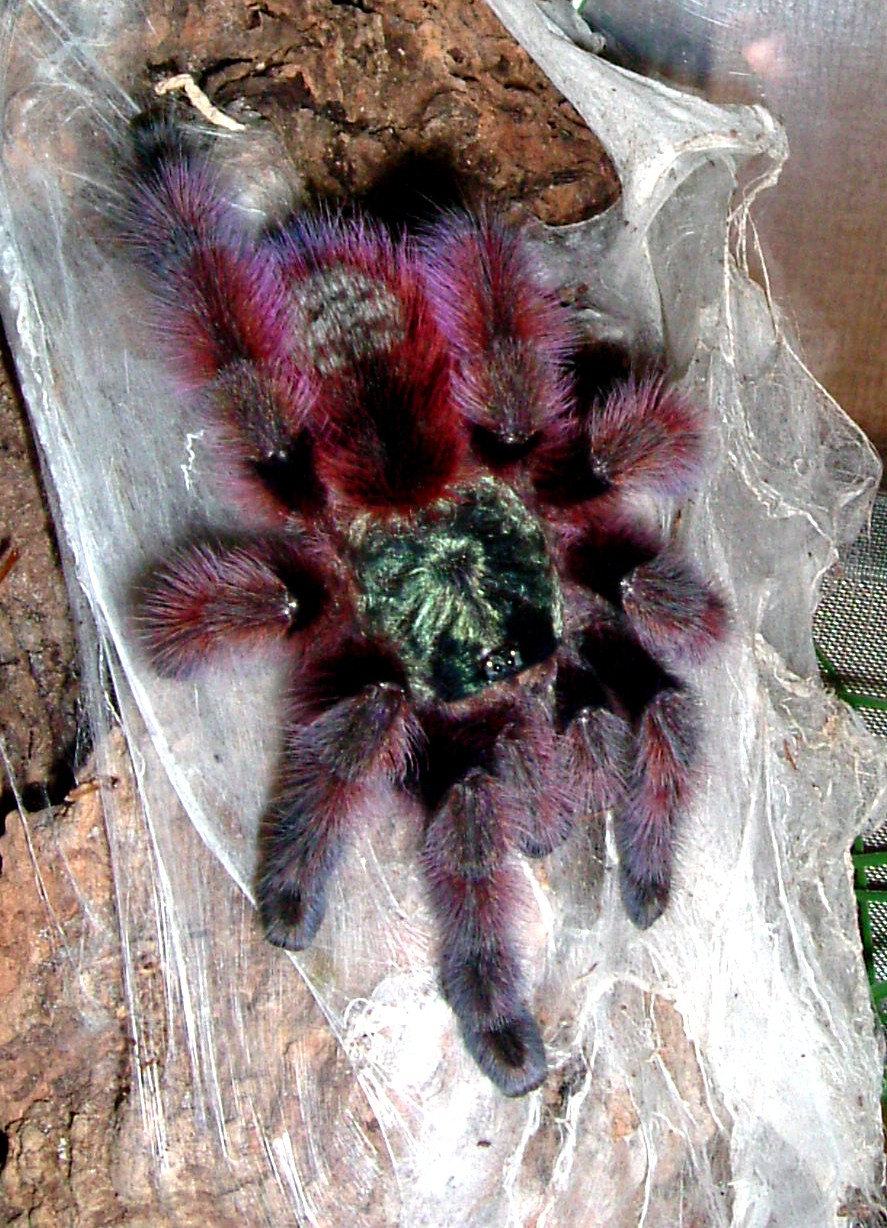
Caribena versicolor, jugendliches Tier, frisch gehäutet (9. Fresshaut)
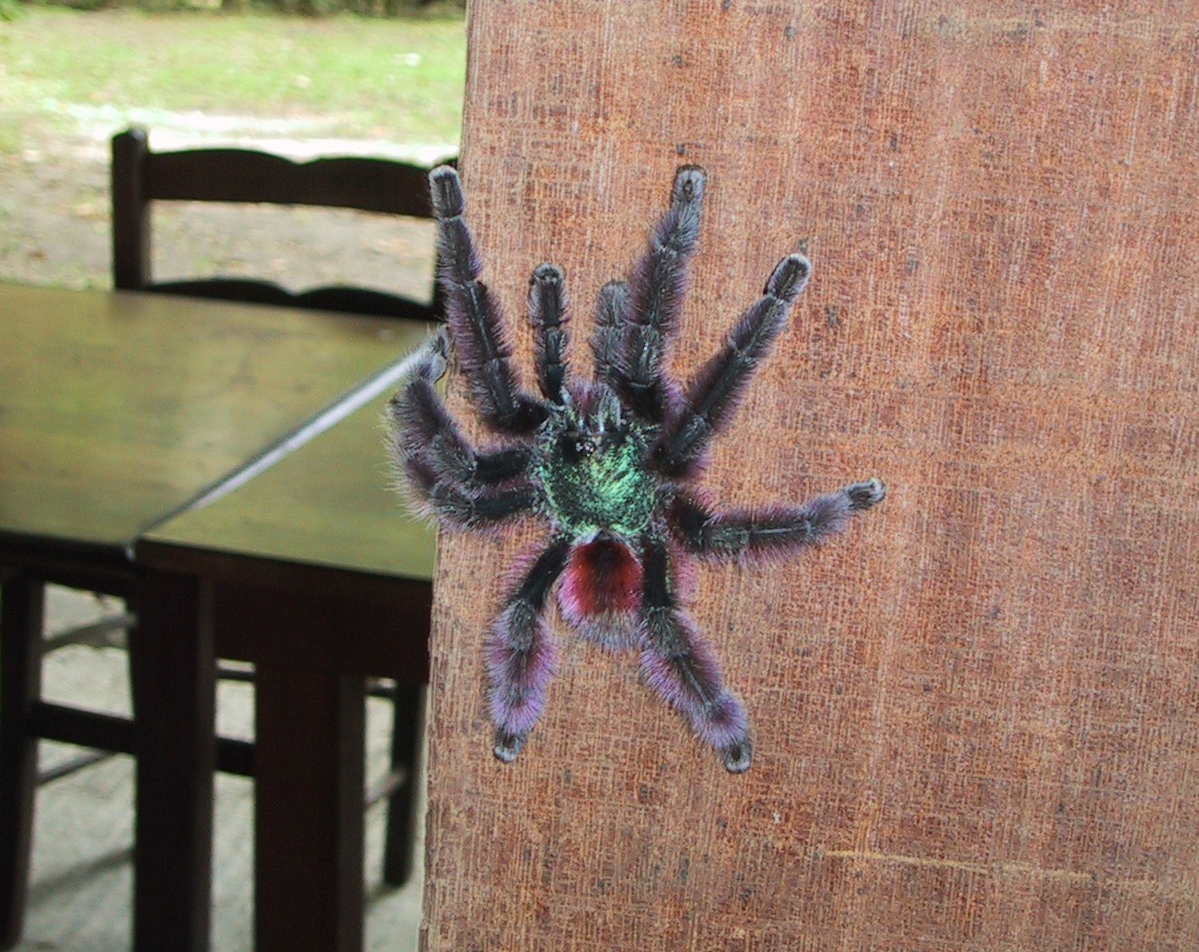
Caribena versicolor in Martinique